# Gäddegöl (Bondstorps socken, Småland)
Gäddegöl är en sjö i Vaggeryds kommun i Småland och ingår i Lagans huvudavrinningsområde. Sjön är 6,3 meter djup, har en yta på 0,01 kvadratkilometer och är belägen 292,4 meter över havet.